# Rudolf Hagemann (Richter)
Rudolf Hagemann (* 5. Mai 1876 in Hannover; † 7. Oktober 1945) war ein deutscher Reichsgerichtsrat.

## Leben
Er war der Sohn eines evangelischen Konsistorialpräsidenten.
Er legte 1897 die erste Staatsprüfung („gut“), die zweite 1902 („gut“) ab. Er wurde im selben Jahr Assessor. Dann wurde er 1905 Landrichter beim Landgericht Stade, 1909 beim Landgericht Hannover. Im Jahre 1915 wurde er Geheimer Justizrat und Vortragender Rat im Preußischen Justizministerium und 1919 Oberjustizrat. Im selben Jahr kam er ans Reichsgericht. Am 1. September 1937 wurde er zum Senatspräsidenten ernannt. Am 31. März 1942 trat er in den Ruhestand. Beamter auf Widerruf war er vom 1. April 1942 bis zum 31. Juli 1942.

## Parteizugehörigkeit
- 1918 bis 1933 Deutschnationale Volkspartei

## Ehrungen
- 1938 Goldenes Treue-Dienstzeichen
- 1942 Kriegsverdienstkreuz II. Klasse